# Свинцово-цинковые месторождения Миссисипской долины
Свинцо́во-ци́нковые месторожде́ния Миссиси́пской доли́ны — крупное скопление свинцовых и цинковых руд, расположенное в бассейне рек Миссисипи-Миссури, США. Добыча свинцовых руд была начата в 1720 году, цинковых в 1870 году. Содержание металлов в рудной породе составляет порядка 1-3 %. Годовая добыча составляет порядка 200 тыс. тонн цинка и 400 тыс. тонн свинца. Главные рудные минералы — сфалерит и галенит, второстепенные — пирит, марказит, барит, кварц и другие.
По мнению геологов, месторождения образовались либо при выпадении осадка на дне древних морей, либо они были сформированы после осадкообразования из горячих минерализованных гидротермальных растворов, циркулировавших по пластам пористых карбонатных пород.
Месторождения главным образом сосредоточены вокруг 4 районов:
- штаты Миссури, Канзас, Оклахома (основные запасы цинковых руд);
- юго-восток штата Миссури (основные запасы свинцовых руд);
- штаты Кентукки и Теннесси;
- штаты Висконсин, Иллинойс и Айова.